# Michaela Savic
Michaela Savic född 14 mars 1991 i Helsingborg är en svensk fotomodell och skönhetsdrottning som vann Miss Universum Sverige 2010 och som representerade Sverige i Miss Universum 2010 i Las Vegas. Savic har varit modell sedan fjorton års ålder och har bland annat jobbat för Panos och Bobbu Oduncus varumärken.